# Giuseppe Arigò
Giuseppe Arigò (San Filippo del Mela, 21 giugno 1858 – Messina, 28 dicembre 1908) è stato un politico e avvocato italiano.

## Biografia
Era figlio del medico Rosario Arigò e di Angela Impò.
Laureato in giurisprudenza, esercitò la professione di avvocato a Messina, dove sposò Giuseppina Vadalà, da cui non ebbe figli.
Più volte consigliere comunale e provinciale, fu prosindaco e sindaco di Messina, dal 1897 al 1899.
Era legato politicamente al Marchese Ugo del Castillo di Sant'Onofrio, in quel periodo deputato del collegio di Castroreale e sottosegretario ai LL. PP. e agli Interni.
Presidente del consiglio direttivo dell'Associazione Monarchica Liberale, l'avv. Arigò fu eletto deputato al parlamento nazionale nel 1904, nel 1° collegio di Messina, vincendo il ballottaggio contro il socialista Giovanni Noè.
A Messina ricoprì diversi incarichi in Enti pubblici: Commissario al Regio Convitto Dante Alighieri, deputato all'Ospedale Civico, rappresentante della Società del Gas, ecc.
Morì vittima del terremoto di Messina del 1908.
Il comune di Messina, con delibera della Giunta Municipale del 19 settembre 1961, gli ha intitolato una via cittadina.